# バッド・ジーニアス 危険な天才たち
『バッド・ジーニアス 危険な天才たち』（バッドジーニアス きけんなてんさいたち、タイ語: ฉลาดเกมส์โกง (Chalard Games Goeng), RTGS: Chalat Kem Kong 英語: Bad Genius）は、2017年のタイのクライム映画。Jor Kwang Films製作。GDH 559配給。ナタウット・プーンピリヤ監督。主演のチュティモン・ジョンジャルーンスックジンはこれが彼女のデビュー作で、時に国際レベルでのカンニングを行う優秀な生徒リンの役を務めた。
映画は2017年5月3日に公開され、批評家に絶賛され、タイの興行成績ランキングで2週連続1位を獲得し、1億バーツ以上の興行収入を得た。これは2017年のタイ映画ランキング1位である。また映画は第16回ニューヨーク・アジアン映画祭のオープニング作品に選出され、映画はBest Feature awardに、主演女優のチュティモンはRising Star Asiaに選ばれた。

## ストーリー
リンは中等学校の成績優秀な生徒であり、教師である父親と二人暮らしをしている。彼女は奨学金を獲得して名門校に入学した。 そこで彼女は、性格はいいが成績に難のあるグレースと友だちになる。グレースは一定以上の成績をとらなければ演劇部の活動を禁じられることになった。グレースに勉強を教えて試験に臨ませたリンだったが、試験中にとっさにグレースに答えを教えてしまい、彼女のカンニングを手伝ってしまう。試験後、リンはグレースの彼氏であるパットの家に招かれた。彼は甘やかされた金持ちの子供で、報酬と引き換えに彼と彼の友人に「協力」してほしいとリンに提案する。最初は消極的であったものの、リンは父親がささやかながら教師の副収入となっている"茶代"と言われる賄賂を学校に渡していることを発見する。彼女はピアノでの手の動きを利用して、試験中に答えを教えるハンドシグナルを考案する。彼女のカンニングを利用する生徒は次第に増えたが、そのカンニングは別の奨学生であるバンクに阻まれる。彼女は父から、そして奨学剥奪という形で学校からも叱責され、さらに大学レベルの奨学金を得る機会も剥奪される。
パットとグレースがリンにSTIC—国際的な大学入試のテスト—でのカンニングをもちかけ、彼女は一団に戻る。このテストは同一のものが全世界同日に行われるため、リンはそのテストが最初に始まるオーストラリアで答案を読み解答を送るという計画を立て、パットはこの計画に必要な数百万バーツの収入を得られるよう顧客を募った。彼女はこの計画にはバンクの協力が必要であると考えていたが、そのバンクはこのような不誠実な計画には絶対にのらなそうであった。ただ偶然にもバンク—比較的貧しい家族の出で母の営む洗濯屋を手伝っていた—は路上の凶悪犯に襲われ、大学奨学金の試験を受けられなくなった。リンは彼に計画をもちかけ、バンクは選択の余地なく渋々同意する。
一緒になって、全員は最後の活動へ向けて準備を行う。リンとバンクはテストの答えを覚えて休憩時間にトイレに隠れてそれをスマホのLINEメッセージで送り、パットとグレースは、グレースの家族が印刷業を営んでいることを利用し、ニセのバーコードとして答えを印刷し、鉛筆に貼り付けてテスト会場に向かう顧客に配布するという計画だ。しかし、翌日飛行機に乗るという夜、パットはバンクが間接的にこの計画に乗る羽目になった事件である、凶悪犯を依頼したことを漏らしてしまう。怒ったバンクはパットを殴り、一団から離脱する。リンもまたその暴露に衝撃をうけ、行動を再考しはじめる。ただ、バンクは残りの人生を洗濯屋で過ごせるのか考え、リンの前に戻り、彼女が始めたことに関して最後まで責任をもつよう話す。
リンとバンクの関係は、シドニーに向かうにつれ発展していく。STICの日、二人は最初のテストを計画通りこなすが、バンクは不安に押しつぶされ、テキストメッセージをトイレで送っている時に捕まってしまう。リンは最後のテストを一人でこなすのに苦難するが、選択肢を音符として記憶することで乗り越える。 彼女は病気と言ってテスト会場を早退したことを試験官に追求されるが、バンクがスタッフに彼女を知らないと言ったことで解放される。
帰国したとき、リンはこの計画が大成功だったことを知らされるが、しかし、今回の経験によって衰弱し、分け前をもらわないことと、パットたちと共に海外で勉強はしないことをグレースに告げる。少しして、彼女はバンクを訪ねる。彼は今でもSTICの受験ができなかったが、母親の洗濯屋をビジネスとして成功させていた。バンクはリンに別の計画をもちかける。それはGATとPAT試験、もっとたくさんの顧客を得られるタイの大学入試をターゲットにするものだった。彼女は断り、彼女の選択を伝えた。リンは最終的に告白することを決め、父親に涙ながらに告白した。父親は彼女を慰め、正式な報告をSTIC事務局に送る手伝いをした。

## キャスト
※役名、俳優、日本語吹替の順。
- リン：チュティモン・ジョンジャルーンスックジン（白石涼子）
- バンク：チャーノン・サンティナトーンクン（佐々木啓夫）
- パット：ティーラドン・スパパンピンヨー（河本啓佑）
- グレース：イッサヤー・ホースワン（近藤唯）
- リンの父：タネート・ワラークンヌクロ（高木渉）
- バンクの母：ウライワン（小若和郁那）
- パットの母：カンジャナ（岸本百恵）
- パットの父：サハジャック・ブーンタナキット（こばたけまさふみ）
- 校長:サリンラット・トーマット (田村千恵)
- クイズ番組「Teen Genius」の司会者: Kobrsak Noomnoi (山本高広)
- その他の日本語吹き替え‐中野泰佑、小若和郁那、髙瀨友

## 製作

### 開発
頭脳ゲームはジラ・マリクンとVanridee Pongsittisakによって製作された。2人はGDH(以前のGTH)の役員であり、熟練のプロデューサーである。ジラは映画の構想を、中国でSAT試験がカンニング騒動で無効になった事件を元に生み出した。プロデューサーは映画監督としてナタウット・プーンピリヤを招聘した。ナタウットは2012年に同社でスリラー映画 Countdown の監督をしており、プロデューサーらは彼がバッド・ジーニアスを強盗映画として作る際に適任だと考えた。ナタウットは興味を示し、仮題"2B Come Won" (この仮題は、テストの解答を2Bの鉛筆で記述することから来ている)の監督を了承した。
ナタウットは脚本をTanida HantaweewatanaおよびVasudhorn Piyaromnaと共に執筆した。そこでは現在の標準的なテストの形式と、ニュースでみた試験カンニングの方法に対する取材を元にした。 脚本は完成までにおよそ1年半かかった。 物語はハリウッド風の強盗/犯罪スリラー風に作られていたが、脚本家らはタイの観客に身近な形になるよう努力した。 その中でも大きなものは、ナタウットによれば、生徒が試験について—"たぶん地球上で一番つまらないこと"—と話していたという逸話である。 この映画の第2のテーマは、登場人物の対照的な社会的背景であり、それは執筆中に浮かび上がってきた。

### キャスティング
この映画の主な俳優は比較的経験が浅かった—主役級の4人は誰も2017年以前にはメジャー映画での主演経験がなかった。主演女優でリン役を演じたチュティモン・ジョンジャルーンスックジンはファッションモデル出身である。チャーノン・サンティナトーンクン はバンク役を、ティーラドン・スパパンピンヨー と イッサヤー・ホースワンはそれぞれパットとグレース役を演じた。ナタウットによれば、これら4人の選考に至るには4回に渡る最終選考という長い時間がかかったというが、 それぞれの役柄にほぼ完璧にフィットしたという。 特に彼が感銘したのは、撮影中彼らに即興劇を許可した時のことだという。  例えば、リンとバンクの関係の変化については台本に書かれていないし、 パットの売り込み口上はティーラドンのアドリブである。
主な役柄で経験がある唯一の俳優がリンの父親役を演じたタネート・ワラークンヌクロである。本来は歌手であり曲作家であるタネートは俳優として30年以上のブランクがあったが、 ナタウットと雑誌のインタビューを通じて知り合い、この役を打診された。 タネートは特別な温かみあるキャラクターを演じ、ナタウットに父親の支配を減らす形での台本の変更を促し、結果より深みのある親子関係となった。
撮影開始前、俳優は2ヶ月のワークショップを行なった。Romchat Tanalappipatが演技指導を行い、撮影中も帯同した。 特別な演技としてはチュティモンの役が左利きであることから左手での筆記をさせ、チャーノンには円周率を30桁以上記憶させたことなどがある。

### 撮影
ほとんどの撮影はタイで行われたいっぽう、30%ほどの撮影はオーストラリア、シドニーで行われた。 タイからオーストラリアに行ったスタッフは10名ほどで、オーストラリア撮影隊の大部分は現地スタッフであった。シドニーでの撮影はタイでのそれに比べ多くの制約があり、その中には撮影時間が非常に短いということがあった。 特筆すべき挑戦的な撮影シーンは地下鉄駅Redfern railway stationで行われた追跡シーンで、実際の電車の走行スケジュールに合わせて撮影する必要があった。
形式として、ナタウットは70年代のスリラー、例えThe Conversation、The Parallax ViewそしてAll the President's Menに影響されていると話しており、それが本作品に70年代の古めかしいスタイルを盛り込むきっかけになったとしている。 The Godfatherの写真も色あいの参考にするために、Kantana Post Productionで行われたポストプロダクションの現場に持ち込まれた。 ナタウット は2011年のTinker Tailor Soldier Spyも参考にした
GDHによって公式発表があったのは2017年4月20日のプレスイベントによるもので、これは"Mong Chan Tee" (มองฉันที, RTGS: Mong Chan Thi, "私を見て"という意味)という名の劇中歌のリリース発表を伴っていた。この曲は"Image"のSuthita Chanachaisuwanの演奏するもので、この曲は曲名"Why Can't You See"というタイインディーズグループFwendsの曲に"Stamp"のApiwat Eurthavornsukによる新しい歌詞をつけたリメイクである。

## 公開と反応

### 公開
頭脳ゲームのタイでの初公開は2017年5月3日20時である(水曜日の公開は特別早期公開である。タイでは基本的に映画は木曜日に公開される)。興行収入は公開初週末に4415万バーツに達し、集計2週の興行収入ランキング1位を達成した。 興行収入が1億バーツに達した—タイの映画ではこの額が標準的な成功基準とされている—のは5月20日で、劇場公開が終わった6月14日までに1億1215万バーツ($330万)を稼ぎ、今までのところ、2017年最高成績の映画となっている。
頭脳ゲームは第16回ニューヨーク・アジアン映画祭のオープニング作品として2017年6月30日に上映された。 この形の作品として公開されたのは東南アジア映画では初めてのことである。 この映画はカナダで行われたファンタジア国際映画祭とNew Zealand International Film Festivalでも公開され、カンボジア、シンガポール、インドネシア、マレーシア、ヴェトナムなどいくつかのアジア諸国でも国際公開された。

### 日本での公開
2017年、以下の映画祭での日本語字幕付きでの上映が行われた。
アジアフォーカス・福岡国際映画祭2017
「頭脳ゲーム」の邦題で、9月16日、9月19日、9月23日に上映。日本語字幕のほか英語字幕も付与。
2018年9月22日より新宿武蔵野館で公開を開始。同館では公開初日の初回から14回連続満席を記録し、SNS等で鑑賞者の絶賛のコメントが投稿されたり、TBS『王様のブランチ』で「ハリウッドが注目するアジア映画の1本」として紹介されたりするなど高い評価を得て、上映が拡大。累計上映館数は90館を超え、同年11月に主演のジョンジャルーンスックジンと監督のプーンピリヤが急遽来日し、関東の数館でヒット記念の舞台挨拶が行われた。
2019年3月22日には、日本語吹き替え付きのBlu-rayとDVDが発売。

### 批評家の反応
映画はタイでは批評家に絶賛され、国際的にも同様に受け止められた。批評家はこの映画のコンセプトとデザインを褒めた。それはよく知られており、世俗的なテーマが興奮する犯罪スリラーに変わったということだ—これらはこれまでのタイ映画には見られなかったものだ。特に、チュティモンとタネートはリンと父親の演技について推賞された。編集と脚本についても褒められた—多くの人が、この映画がうっすらとした批評をタイ社会の不平等さと教育システムの問題に与えていることについて述べた—逆に数人はエンディングとそしていくつかのこじつけっぽいプロットに関する瑕疵を指摘した。それはだいたいその通りで、しかしながら、そのような欠陥にもかかわらず、この映画は優れたエンターテイメント的価値をもたらすことに成功した。
映画レビューアグリゲートサイトのRotten Tomatoesでは、5レビューで100%の支持を得ており、レート平均は8/10であった。 Kong RithdeeはBangkok Postの記者であるが、"学校のテストは地球上でもっともつまらないものである。この映画の自惚れはそれを剣闘士の闘技場、リスクのある場所、そして知力と崇高な欺瞞の場に変えてみせようとしたことだ ... そして憂慮に打ち勝ってそれは機能した"と述べた。 Nation TVのNatthapong Okapanomは (タイ語の英訳からの和訳)"頭脳ゲームはタイ映画の多様性を別レベルに高める工芸品だ"と話した。 映画のレビューにおいて、The Hollywood Reporter誌でClarence Tsuiは"頭脳ゲームは、最近のタイ映画の安っぽいコメディーと感傷のない、絶え間なく面白いスリラーとして高得点だ"と書いた。 Variety誌のMaggie Leeによれば"頭脳ゲームはオーシャンズ11のようにハラハラドキドキする多肢選択型の知的な脚本に最高点を与えられる。"とのことだ。

### 賞賛
頭脳ゲームはニューヨーク・アジアン映画祭でthe Best Feature awardを受賞し、主演女優チュティモン もこの映画で同映画祭のScreen International Rising Star Asia awardを受賞している。 審査員であるKristina Wintersはこの映画について"バッド・ジーニアスは 泥棒映画を金を盗むものから学位を盗むものに再描画し、商業映画がまだまだ革新的であることを証明し、我々がなぜ映画を愛するのかを思い出させた。複雑なプロット、情け容赦のないペース、疾走する編集、そして力強い演技によって、映画はテストシーンをエキサイティングに、そして我々を魅了させた。"と語った。

## 注記
1. ↑  タイ語のタイトルはchalat kaem kong (ฉลาดแกมโกง)から来ていて、これは"悪知恵が働く"という意味の言葉である。これに英語のgameを入れて"ゲームの悪知恵"という意味にした。